# دانشگاه تخریب
دانشگاه تخریب (انگلیسی: Demolition University) فیلمی در ژانر اکشن است که در سال ۱۹۹۷ منتشر شد. از بازیگران آن می‌توان به کوری‌هایم، آمی دولنز، لرین نیومن، و رابرت فورستر اشاره کرد.